# Eduard Goldstücker

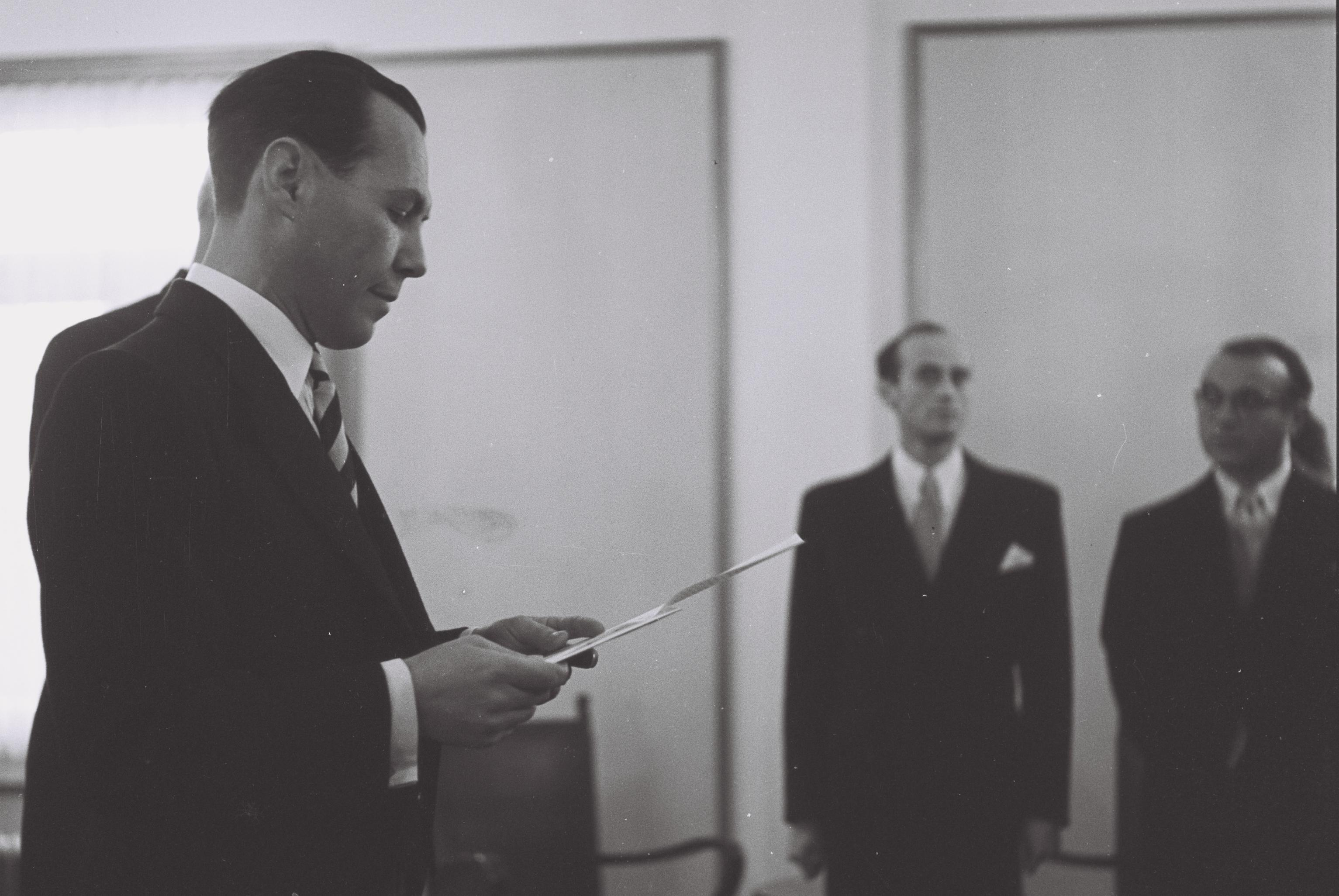
Goldstücker als Botschafter in Israel (1950)

Eduard Goldstücker (* 30. Mai 1913 (ursprünglich Jizchak Jakub Schalom) in Podbiel, Komitat Árva, Österreich-Ungarn; † 23. Oktober 2000 in Prag) war ein tschechoslowakischer Literaturhistoriker, Publizist, Germanist und Diplomat. Mit zwei Tagungen, der Kafka-Konferenz 1963 und der Konferenz zur Prager deutschen Literatur 1965, wurde er zu einem der Wegbereiter des Prager Frühlings.

## Biografie

### Jugend und Ausbildung
Eduard Goldstücker wurde im nordslowakischen Dorf Podbiel in einer armen jüdischen Familie geboren. Er erlernte bereits in seiner Jugend viele verschiedene Sprachen. Neben seiner Muttersprache Slowakisch und der seiner Großmutter, Ungarisch, kam er in Kontakt mit dem Deutschen und dem Tschechischen. Dazu lernte Goldstücker schon früh Französisch und er versuchte auch Hebräisch zu lesen. Zudem übersetzte er schon als Jugendlicher das Buch Elektrizität im Dienste der Menschheit von Alfred Ritter von Urbanitzky. Schließlich begann Goldstücker 1931 das Studium der Germanistik und Romanistik an der Karls-Universität Prag und trat während des Studiums der Kommunistischen Partei (KSČ) bei.

### Erste Emigration nach Großbritannien, Rückkehr und diplomatischer Dienst
1939 musste er vor den Nationalsozialisten nach Großbritannien fliehen. Dort schloss er 1942 sein Germanistikstudium an der University of Oxford mit der Promotion ab und wurde Mitarbeiter der Tschechoslowakischen Exilregierung. Nach dem Krieg kehrte er in die Tschechoslowakei zurück und war für das Außenministerium in verschiedenen diplomatischen Funktionen in Paris und London tätig. Von 1950 bis 1951 war er der erste tschechoslowakische Botschafter im 1948 neu gegründeten Staat Israel.
Von diesem Posten wurde der nach dem Kurswechsel Stalins in der Nahostpolitik zurückbeordert. Wieder in Prag geriet Goldstücker in die Mühlen der antisemitischen Kampagne gegen die angeblichen Verschwörer um Rudolf Slánský. Ende 1951 wurde Goldstücker ohne Angabe von Gründen verhaftet und in Isolationshaft gehalten. Im Slánský-Prozess musste er als „Zeuge“ aussagen, um dann selbst 1953 vom
Obersten Gericht der Tschechoslowakei als Helfershelfer einer „trotzkistisch-zionistischen Verschwörung“ unter anderem wegen Hochverrats und Spionage zu einer lebenslangen Zuchthausstrafe verurteilt zu werden. Dabei hatte Goldstücker Glück im Unglück, denn die Staatsanwaltschaft hatte für ihn die Todesstrafe gefordert.
Die Zeit seiner Haft verbrachte er, unter unmenschlichen Bedingungen, als Zwangsarbeiter in Uranbergwerken, ohne Strahlenschutz. 1955 wurde er rehabilitiert und begann eine unterrichtende Tätigkeit an der Karls-Universität.
Seither setzte sich der Literaturwissenschaftler besonders für die Prager deutsche Literatur und die Anerkennung der künstlerischen Moderne ein.
Im Mai 1963 initiierte er die Kafka-Konferenz im Schloss Liblice und 1965 die Konferenz zur Prager deutschen Literatur. Mit den Konferenzen in Liblice wurde er zu einem der entscheidenden Wegbereiter des Prager Frühlings auf dem Gebiet von Literatur und Kunst.

### Akademische Karriere und zweite Emigration nach Großbritannien
Von 1958 bis 1968 hatte Goldstücker einen Lehrstuhl für Germanistik an der Karls-Universität inne und beschäftigte sich hauptsächlich mit den Werken Franz Kafkas. Er war der Organisator und spiritus rector der Kafka-Konferenz im Mai 1963 in Liblice, die auch als eine Vorbereitung des Prager Frühlings gilt. Die von ihm herausgegebene Verbandszeitschrift Literární listy (Literaturblätter) etablierte sich als Sprachrohr der Reformbewegung. Neben seinen Funktionen an der Karls-Universität und im Schriftstellerverband fungierte der Literaturwissenschaftler als Abgeordneter des Nationalrats, saß in verschiedenen Partei- und Regierungsgremien und wurde im August 1968 sogar offiziell ins Präsidium des ZK der tschechoslowakischen KP gewählt.
Im April 1968 erhielt er von Alexander Dubcek für seine wissenschaftliche Arbeit ausgerechnet den Klement Gottwald-Orden.
Er wurde Präsident des tschechoslowakischen Schriftstellerverbandes. Nach der Niederschlagung der Reformbewegung in der ČSSR im August 1968 emigrierte Goldstücker zum zweiten Mal nach Großbritannien. Dort unterrichtete er bis 1978 Komparatistik an der University of Sussex. 1969 wurde ihm die Rückkehr in die Tschechoslowakei verwehrt, da er angeblich an einem Putschplan beteiligt gewesen sei. 1981 lehrte er, als Gastprofessor, ein Semester Literaturwissenschaft an der Universität Konstanz, wo er bereits zuvor mehrere Vorträge gehalten hatte. Seine 1989 erschienenen Autobiographie Prozesse. Erfahrungen eines Mitteleuropäers widmete er der Philosophischen Fakultät der Universität Konstanz.

### Rückkehr und Lebensende
Nach der Samtenen Revolution kehrte er 1990 in die Tschechoslowakei zurück. Dort verbrachte er die letzten zehn Jahre seines Lebens mit seiner Frau Marta und den beiden Töchtern Anna und Helena. Bis zu seinem Tod war er im Ausland geschätzt und geehrt, in der Heimat wurde er als klassischer linksliberaler Intellektueller eher gemieden. Und auch er selbst fühlte sich wie in einem dritten Exil.
Von Vaclav Havel oder auch Vaclav Klaus hielt Goldstücker nicht viel. Er fühlte sich verraten, da seine Hoffnungen auf einen demokratischen Sozialismus nicht mehr als opportun galten.

## Auszeichnungen und Ehrungen
- Klement Gottwald-Orden (1968 verliehen und 1970 aberkannt)[11]
- Goethe-Medaille (1967)
- Friedrich-Gundolf-Preis für Germanistik im Ausland (1969)
- Mitglied der Deutschen Akademie für Sprache und Dichtung (1976)
- Österreichisches Ehrenzeichen für Wissenschaft und Kunst (1993)
- Großes Verdienstkreuz der Bundesrepublik Deutschland (1994)[11]
- Lessing-Preis des Freistaates Sachsen (1999)
- Ehrenvorsitzender der tschechischen Goethe-Gesellschaft (2000)[12]
- Ehrendoktorwürde der Universität Konstanz (Literaturwissenschaft) (1986)

## Schriften (Auswahl)
- Franz Kafka aus Prager Sicht. 1963 (1965).
- Franz Kafka. Nachwirkungen eines Dichters. 1988.
- Prozesse. Erfahrungen eines Mitteleuropäers. Knaus, München/Hamburg 1989.
- Von der Stunde der Hoffnung zur Stunde des Nichts. Gespräche mit Eduard Schreiber. Arco Verlag, Wuppertal 2009, ISBN 978-3-938375-07-5.
- (Hrsg.) Weltfreunde. Konferenz über die Prager deutsche Literatur, Prag Academia Verlag der Tschechoslowakischen Akademie der Wissenschaften, 1967

## Film
- Ein abgebrochenes Gespräch – Eduard Goldstücker. 56 Minuten, 2001. Buch und Regie: Eduard Schreiber